# Stephan Gerber
Pas d'image ? Cliquez ici

a Compétitions nationales et continentales officielles uniquement.

Dernière mise à jour le 12 septembre 2018.
 Stephan Ehlers Gerber, né le 27 août 1980, à Durban en Afrique du Sud, est un joueur de rugby à XV sud-africain évoluant dans les rangs du Stade aurillacois et jouant au poste de deuxième ligne ou de troisième ligne aile (1,95 m, 110 kg). 

## Carrière
Stephan Gerber intègre le rugby professionnel à 26 ans en s’engageant sous les couleurs des Leopards. L’année suivante, il joue pour les @tlantic Pumas, où il reste deux ans, avant de signer en 2008 pour les Wildeklawer Griquas. Après la fin de la saison de Currie Cup, il arrive en novembre 2008 à Aurillac en compagnie de ses compatriotes Hercules Kruger et Erasmus Jansen van Vuuren.
- 2005 : Leopards ( Afrique du Sud)
- 2006- 2007 Pumas ( Afrique du Sud)
- 2008 : Wildeklawer Griquas ( Afrique du Sud)
- novembre 2008-2013 : Stade aurillacois ( France)
- 2013 : Border Bulldogs ( Afrique du Sud)